# Guernica
För andra betydelser, se Guernica (olika betydelser).
Guernica (baskiska och officiellt: Gernika) är en stad i Baskien i norra Spanien. Staden är numera inkorporerad med grannorten Lumo till Gernika-Lumo (tidigare på spanska: Guernica y Luno). Samhället hade 16 224 invånare år 2009.

## Historia
Staden har sedan medeltiden varit kulturellt centrum för regionen. Under en ek (Gernikako Arbola, 'Guernica-trädet'), planterad på 1300-talet, samlades representanterna i byarna till ting. Dagens träd är det fjärde i ordningen:
1. "Faderträdet" – planterat på 1300-talet, överlevde 450 år.
2. "Det gamla trädet" (1742–1892) – omplanterat 1811. Stammen är bevarad i ett litet tempel i den omgivande trädgården.
3. Det tredje trädet (1858–2004) – omplanterat 1860, överlevde bombningarna 1937 men tvingades bytas ut efter svampangrepp. Biscayas styresmän har sett till att gro upp flera reservträd från trädets ekollon.
4. Det nuvarande trädet (framgrott 1986) – omplanterat på dess "faders" plats 25 februari 2005.

## Bombningarna under inbördeskriget
Staden utsattes den 26 april 1937 för terrorbombning av den tyska Kondorlegionen ur Luftwaffe. Detta skedde under spanska inbördeskriget, och vid tillfället omkom cirka 200–300 människor.
Initiativet till bombningen togs av Francisco Franco, ansvarig för planering och genomförande var Wolfram von Richthofen.

### Efterspel
Pablo Picasso har skildrat händelserna i en mycket omtalad målning som i original numera återfinns på Museo Reina Sofía i Spaniens huvudstad Madrid. Målningen som kallas "Guernica" är 3,45×7,7 meter. Den visades på Moderna Museet i Stockholm 1956 under en rundresa i Europa. En reproduktion av målningen återfinns i FN:s högkvarter i New York.
Den svenske statsministern Olof Palme tog upp bombningarna av Guernica i sitt jultal 1972, då han påtalade likheter mellan terrorbombningarna av Guernica och USA:s terrorbombning av Hanoi.

## Bildgalleri

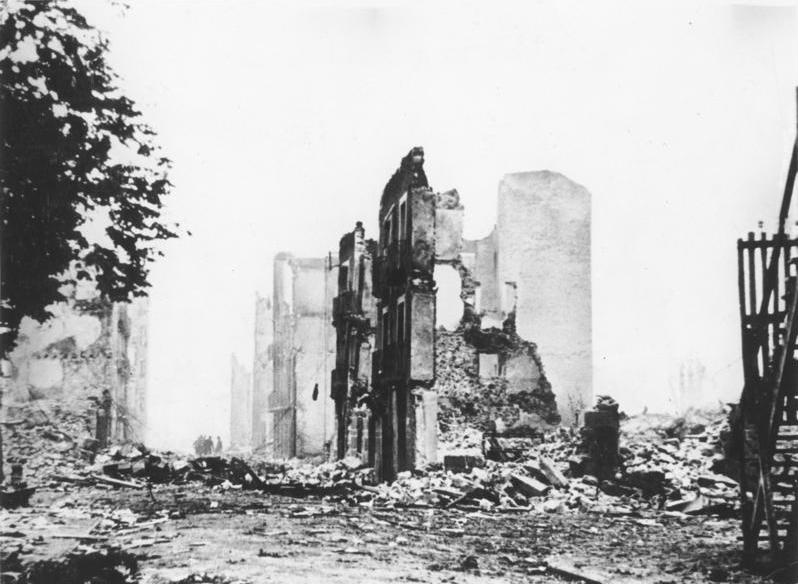
Ruiner efter förstörelsen under Spanska inbördeskriget.
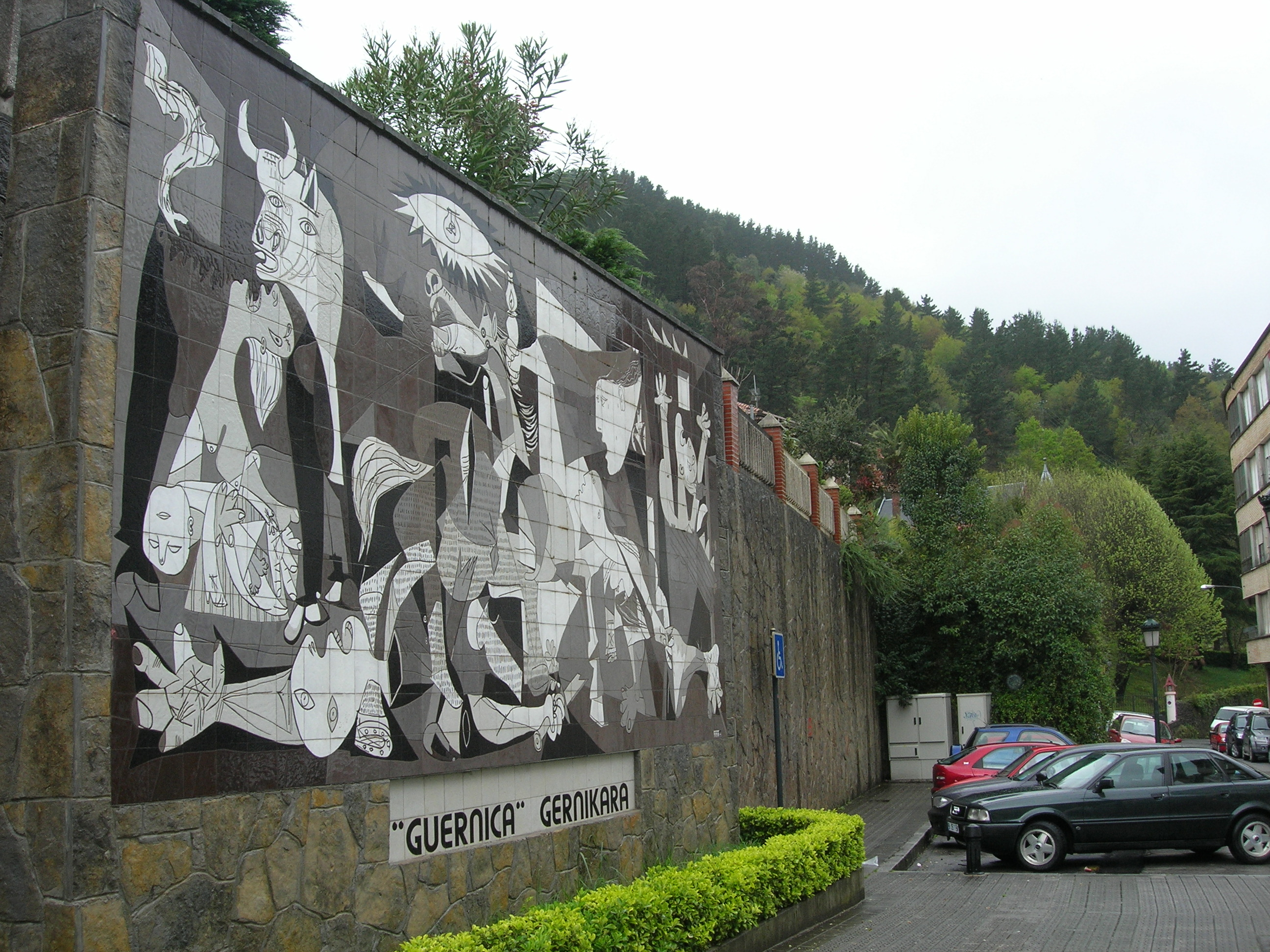
Gernikas "Guernica", murdekoration som efterliknar Picassos målning.